# Kurt Hansson
Kurt Agne Hansson, född 20 november 1941 i Sankt Olofs församling, Kristianstads län, död 16 september 2009 i Kristianstads Heliga Trefaldighets församling, Kristianstad var en svensk idrottsman (långdistanslöpare). Han tävlade inom landet för först S:t Olofs IF och sedan Hässleholms AIS.
Hansson vann SM-guld på 10 000 meter år 1964.